# シェイク・ラッセルKC
シェイク・ラッセル・クリラ・チャクラ（ベンガル語: শেখ রাসেল ক্রীড়া চক্র, 英語: Sheikh Russel Krira Chakra）は、バングラデシュの首都ダッカをホームタウンとするサッカークラブ。2012-13シーズンのバングラデシュ・プレミアリーグで初優勝を果たした。

## タイトル
- バングラデシュ・プレミアリーグ 優勝 (1) : 2012-13
- バングラデシュ・フェデレーションカップ（英語版） 優勝 (1) : 2012

## 過去の成績
- 2007 バングラデシュ・プレミアリーグ : 4位
- 2008-09 プレミアリーグ : 3位
- 2009-10 プレミアリーグ : 3位
- 2010-11 プレミアリーグ : 3位
- 2012 プレミアリーグ : 5位
- 2012-13 プレミアリーグ : 優勝
- 2013-14 プレミアリーグ : 6位

### AFC主催大会成績
| 年度  | 大会                  | ラウンド                       | 対戦クラブ                 | ホーム | アウェー | 合計    |
| ----- | --------------------- | ------------------------------ | -------------------------- | ------ | -------- | ------- |
| 2014  | AFCプレジデンツカップ | グループA (グループステージ)   | KRL FC                     | 0-0    | 0-0      | 1位通過 |
| 2014  | AFCプレジデンツカップ | グループA (グループステージ)   | スリランカ・エアフォースSC | 5-0    | 5-0      | 1位通過 |
| 2014  | AFCプレジデンツカップ | グループA (グループステージ)   | ウグエン・アカデミーFC     | 4-0    | 4-0      | 1位通過 |
| 2014  | AFCプレジデンツカップ | グループB (ファイナルステージ) | エルチム                   | 1-0    | 1-0      | 2位敗退 |
| 2014  | AFCプレジデンツカップ | グループB (ファイナルステージ) | 鯉明水体育団               | 0-4    | 0-4      | 2位敗退 |
| 20151 | AFCカップ             | 予選                           | ハイル・ヴァフダートFK     |        |          |         |

1 AFCカップ2015出場権獲得はAFCプレジデンツカップ2014の成績による。

## 歴代所属選手
- ソニー・ノルデ 2012-2013

## 歴代監督
- ドラガン・デュカノヴィッチ 2013-? (Head Coach)